# تمثال الوحدة
تمثال الوحدة (بالإنجليزية: Statue of Unity)،(بالهندية: स्टैच्यू ऑफ यूनिटी) هو نصبٌ تِذكاري صُمِّمَ لتكريمِ الزَّعيم السياسي الهندي ساردار فالاباي باتل لدوره الكبير في توحيد الهند بعد استقلالها من الاستعمار البريطاني سنة 1947. صمَّمَهُ النَّحاتُ الهِندي رام فنجي سوثار بأمرٍ من رئيسِ وُزراءِ الهِند الحالي ناريندرا مودي ونفَّذته شركة (لارسن توبرو) للإنشاءات والهندسة. وهو أطول تِمثالٍ في العالم حيث يبلغ طوله 182 مترًا (597 قدمًا) وهو ما يُعادلُ ضِعفي ارتفاع تمثال الحرية. بُني فوق نهر نارمادا في ولاية غوجارات غرب الهند. وأُزيح عنه الستار في 31 أكتوبر 2018.

## مقارنة

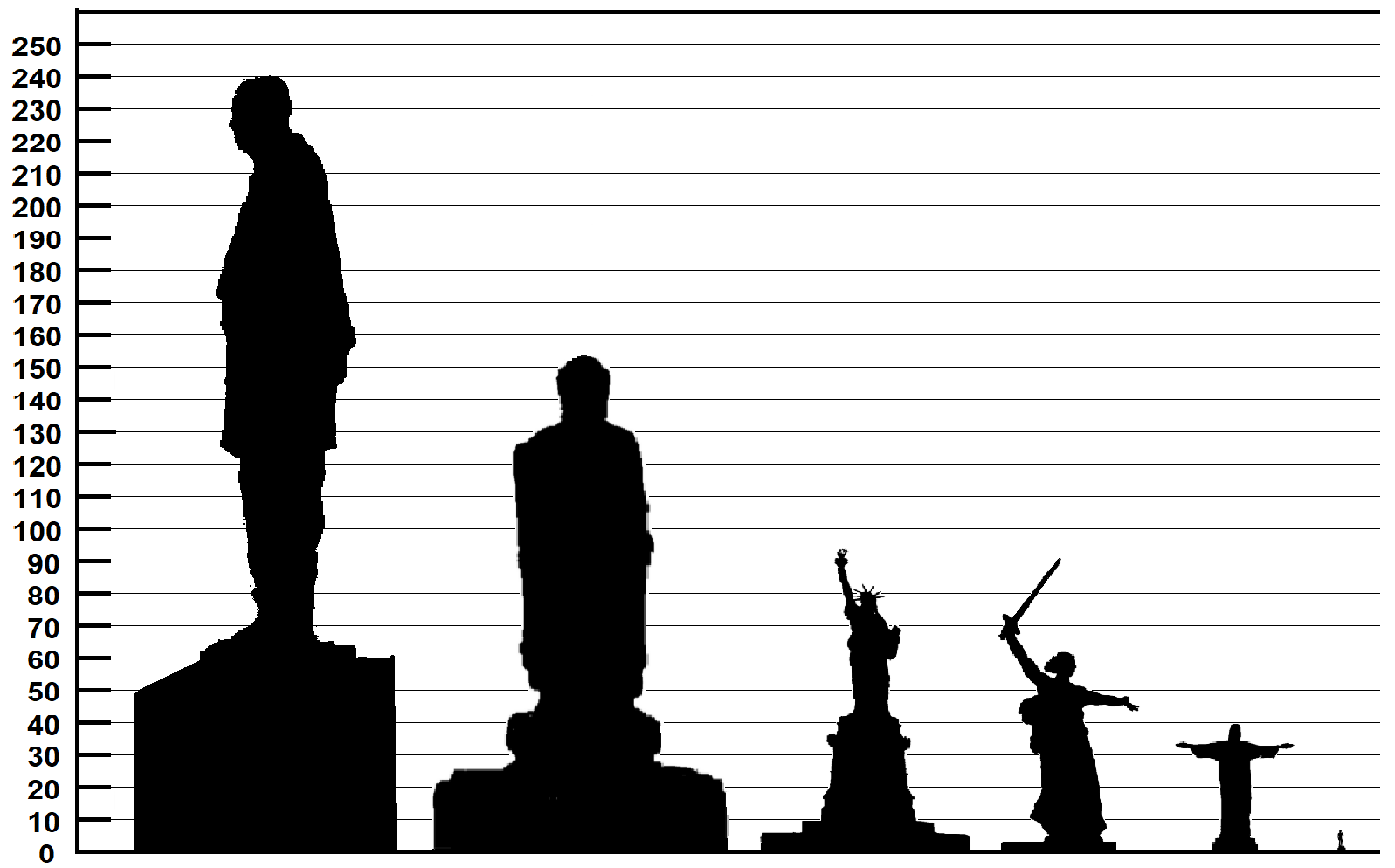
مقارنة بين أطول التماثيل في العالم

- تمثال الوحدة 182 مترا.
- تمثال معبد الربيع لبوذا 153 مترا.
- تمثال الحرية 93 مترا.
- تمثال الوطن الأم ينادي 91 مترا.
- تمثال المسيح الفادي 39.6 مترا.

## تاريخ
كشف رئيس الوُزَراء الهِندي السَّابق ناريندرا مودي عن مشروع إنشاء تمثال الوحدة في 7 أكتوبر 2010 عندما كان يعقد مؤتمرا صحفيا بمناسبة بداية عامه العاشر كرئيس وُزراء لولاية غوجارات في تلك الفترة، وكان قد أطلق على المشروع اسم (إشادة غوجارات بالأمة) .
ثم بدأ مودي حملة التوعية التي أطلق عليها اسم حركة تمثال الوحدة من أجل بناء التمثال. حيث تم جمع الحديد اللازم للتمثال من تبرعات  المزارعين  بأدواتهم الزراعية. ومع حلول عام 2016 ، تم جمع  135 طنًا متريًا من الحديد الخردة، حيث استُخدم منه حوالي 109 طن منها لإنشاء أساس التمثال بعد المعالجة.  ثم تم إجراء سباق للماراثون يحمل شعار الجري من أجل الوحدة(باللغة الانجليزية :Run For Unity) في 15 ديسمبر 2013 .  

## التصميم والبناء

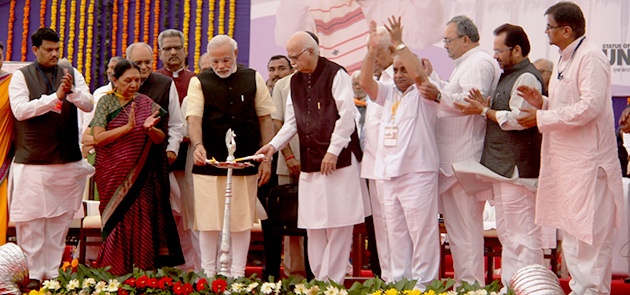
رئيس وزراء الهند السابق ناريندرا مودي يضع حجر أساس تمثال الوحدة

يجسِّدُ تمثالُ الوِحدة الرَّجل الحديدي في الهند ساردار فالاباي باتل، الذي استطاع بحِنْكتِهِ أن يُساعد في توحيد الولايات الهندية البالغ عددها 562 ولاية.تم بناؤُه من حوالي 1850 طنا من الخرسانة المسلَّحة والصلب والبرونز والمعادن التي تم جمعها من أدوات زراعية كان المزارعون الهنود قد قاموا بالتبرع بها.وبلغت تكلفة بناءه 29,9 مليار روبية أي ما يعادل (405 ملايين دولار) وهو ما أثار معارضة الجماعات القبلية المحلية في الهند. استغرق بناء تمثال الوحدة 33 شهراً حيث شارك في بناءه 250 مهندسا وما يقارب الــ3400 عامل. ولأن الهند تقع في منطقة تُعرف بكثرة الزلازل والأعاصير فقد تمَّ بناءُ التِّمثال ليتحمل رياحًا تصل سُرعتُها إلى 220 كيلومتر في الساعة (140 ميلاً في الساعة) وزلازل قوَّتُها 6.5 على مقياس ريختر. ويغطي التمثال، مع السّاحة المحيطة به، مساحةً تزيد عن 20 ألف متر مربع، تمَّت إِحاطته ببُحيرة اصطناعية تبلغ مساحتها 12 كيلومترا مربعاً، إلى جانبِ مُتْحفٍ تذكاري، من المقرَّر أن يحوي 40 ألف وثيقة وما يقارب الألفي صورة.

## التمويل
تم بناء تمثال الوحدة بتمويل من شراكة القطاع العام بالخاص ، حيث  قامت  حكومة ولاية غوجارات بجمع وتخصيص مبلغ 6 مليار رويبة (أي ما يعادل 83 مليون دولار) لهذا المشروع في ميزانية(2012-2015).كما تمَّ تخصيص ملياري رويبة للمشروع من ميزانية الاتحاد الهندية سنة 2014. كما قامت شركات القطاع العام بالتبرع بالأموال تحت نظام المسؤولية الاجتماعية للشركات . 

## السياحة
خلال أحد عشر يوما من افتتاح تمثال الوحدة قام بزيارتها أكثر من 128,000 سائح، وكانوا يتنقلون من موقف السيارات نحو التمثال عن طريق حافلات خُصِّصَت لنقل السُّيَّاح، لعدم توفر خدمات السيارات الخاصة بالمنطقة.
وُضِعت المصاعد في الخدمة من الساعة 3 إلى 5 مساءً حيث يتم نقل السيَّاح إلى سطح المراقبة في الأعلى.لا يتم استقبال السياح يوم الاثنين إذ خصص لأعمال الصيانة.

## معرض الصور

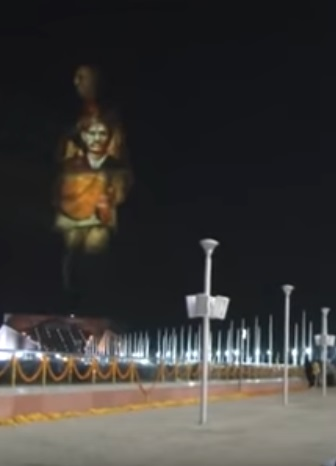
عرض ضوئي وصوتي.

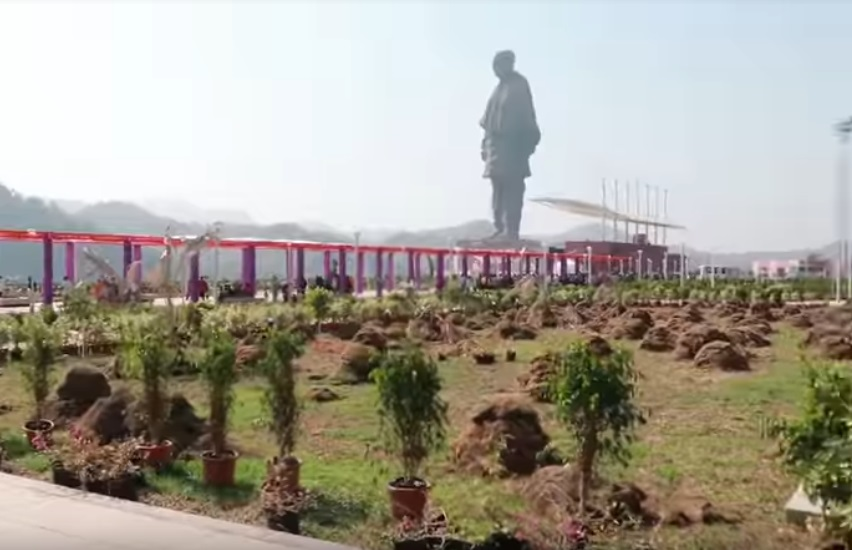
تمثال الوحدة، عبر المروج.

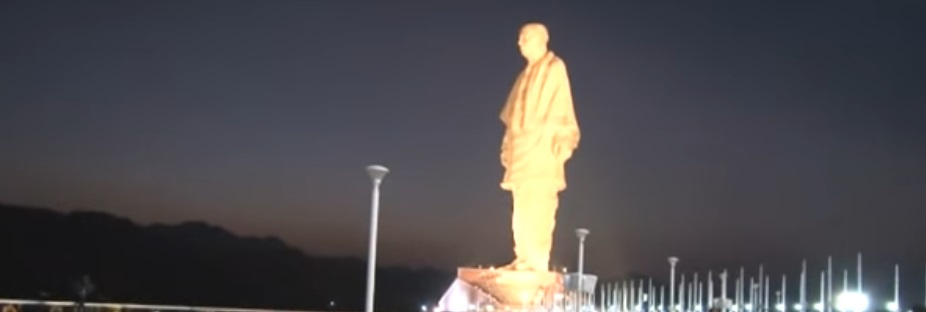
تمثال الوحدة، ليلا.

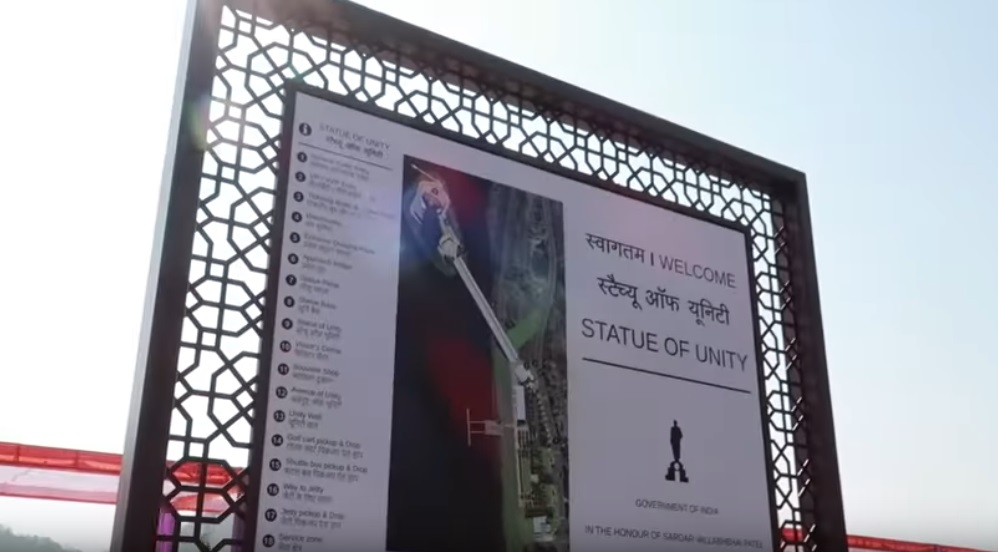
لافتة وخريطة توضيحية لتمثال الوحدة.

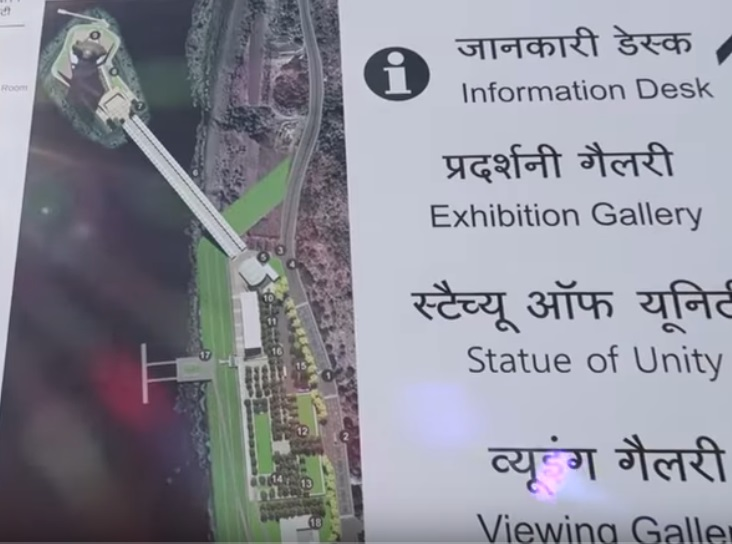
خريطة المؤشرات والاتجاهات.

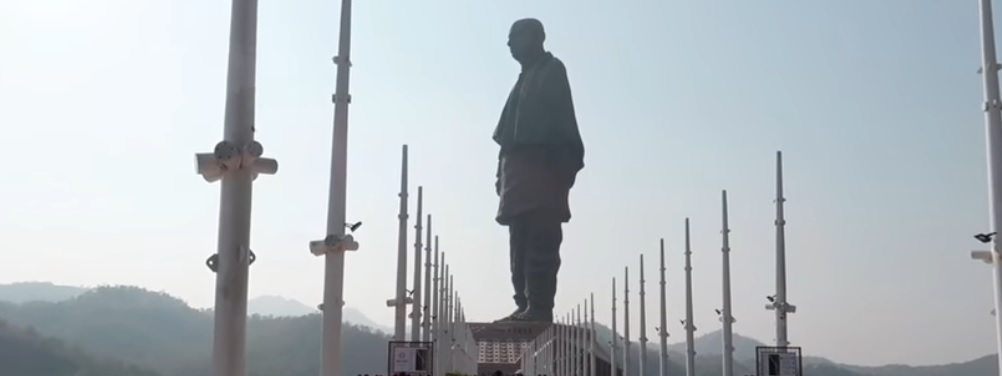
تمثال الوحدة.

## الخطط المستقبلية
اعتبارا من شهر نوفمبر 2018 تعتزم الهند توفير وسائل نقل بديلة لاستيعاب عدد أكبر من السياح والزوار لتمثال الوحدة، كما أنه من المقرر أن تطلق خدمة مواصلات النقل البحري عن طريق الرفع بالحبال.